# Sun Mengya
Sun Mengya (chinesisch 孙梦雅, Pinyin Sūn Mèngyǎ; * 3. Mai 2001 in Zaozhuang) ist eine chinesische Kanutin.

## Karriere
Sun Mengya gewann ihre ersten internationalen Medaillen bei den Asienspielen 2018 in Jakarta. Sowohl im Einer-Canadier über 200 Meter als auch im Zweier-Canadier mit Ma Yanan auf der 500-Meter-Strecke sicherte sie sich jeweils die Goldmedaille. Ein Jahr darauf wurde Sun in Szeged zusammen mit Xu Shixiao im Zweier-Canadier außerdem Weltmeisterin. In 2:02,81 Minuten erreichten sie 1,6 Sekunden vor den zweitplatzierten Ungarinnen Kincső Takács und Virág Balla das Ziel.
Bei den 2021 ausgetragenen Olympischen Spielen 2020 in Tokio gewannen Sun und Xu im Zweier-Canadier über 500 Meter sowohl ihren Vorlauf als auch ihren Halbfinallauf mit größerem Vorsprung. Im Endlauf überquerten sie nach 1:55,495 Minuten vor den Ukrainerinnen Ljudmyla Lusan und Anastassija Tschetwerikowa auf Rang zwei und den drittplatzierten Kanadierinnen Laurence Vincent-Lapointe und Katie Vincent die Ziellinie und gewannen als Olympiasiegerinnen die Goldmedaille. Ihr Vorsprung betrug erneut über zwei Sekunden. Ein Jahr darauf wiederholten Sun und Xu in Dartmouth im Zweier-Canadier über 500 Meter ihren Weltmeistertitel. Auch 2023 in Duisburg gelang ihnen die Titelverteidigung. Bei den Olympischen Spielen 2024 in Paris gewann sie mit Xu Shixiao im Zweier-Canadier über 500 Meter erneut die Goldmedaille.